# Ferrero

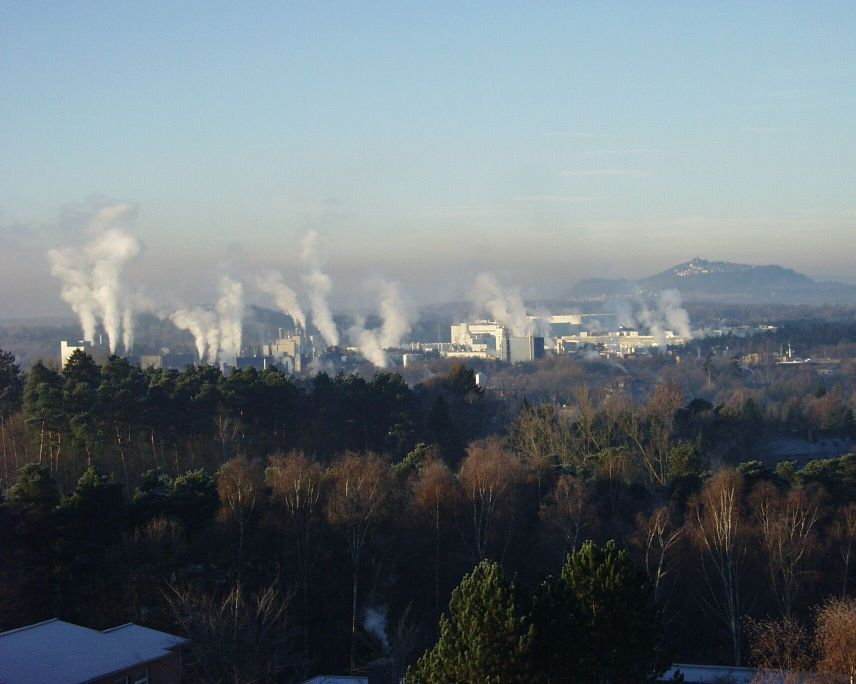
Una planta industrial de l'empresa Ferrero

Ferrero és una empresa agroalimentària de producció i distribució de llaminadures i xocolata. Va ser creada el 1946 a Alba, Piemont. El grup Ferrero inclou les marques comercials Nutella, Kinder, Ferrero Rocher, Mon Chéri, Tic Tac, Raffaelo i Dublo.